# Liste von Persönlichkeiten des Berlinischen Gymnasiums zum Grauen Kloster
Diese Liste enthält Direktoren, Lehrer und Schüler des Berlinischen Gymnasiums zum Grauen Kloster von 1524 bis 1984 in Auswahl. Zu den bekanntesten Schülern gehörten der Reichskanzler Otto von Bismarck, der Turnvater Friedrich Ludwig Jahn und der letzte DDR-Ministerpräsident Lothar de Maiziere. 

## Schulleiter
Über die Rektoren und Direktoren des Berlinischen Gymnasiums zum Grauen Kloster gibt es detaillierte biographische Angaben.

### Rektoren
- Jacobus Bergemann (1574–1575)
- Michael Kilian (1575)
- Benjamin Boner (1577–1581)
- Wilhelm Hilden (1581–1586)
- David Görlitz (1587)
- Lorenz Creide (1588–1590, vorher ab 1582 Konrektor)
- Hermann Lipstorp (1590–1597)
- Carl Bumann (1598–1604)
- Joseph Goez (1605–1610)
- Jacobus Scultetus (1611–1612)
- Andreas Hellwig (1613–1614)
- Peter Vehr d. Ä. (1614–1618)
- Georg Gutkius (1618–1634)
- Johannes Bornemann (1634–1636)
- Johannes Poltz (1636–1638)
- Michael Schirmer (Subrektor 1636–1651, Konrektor 1651–1668)
- Bernhard Kohlreif (1639–1640, vorher ab 1635 Konrektor)
- Adam Spengler (1641–1651)
- Johannes Heinzelmann (1651–1658)
- Jacob Hellwig d. J. (1658–1662)
- Konrad Tiburtius Rango (1662–1668)
- Gottfried Weber (1668–1698, vorher ab 1660 Subrektor)
- Samuel Rodigast (1698–1708, vorher ab 1680 Konrektor)
- Christoph Friedrich Bodenburg (1708–1726)
- Johann Leonhard Frisch (1727–1743, vorher ab 1698 Subrektor, ab 1708 Konrektor)
- Joachim Christoph Bodenburg (1743–1759, vorher ab 1729 Prorektor)
- Johann Jacob Wippel (1759–1765, vorher ab 1743 Konrektor)

### Direktoren
- Anton Friedrich Büsching (1766–1793)
- Friedrich Gedike (1793–1803)
- Johann Joachim Bellermann (1804–1828)
- Georg Gustav Samuel Köpke (1828–1837)
- August Ferdinand Ribbeck (1838–1845)
- Theodor Heinsius (1845–1847)
- Johann Friedrich Bellermann (1847–1867)
- Hermann Bonitz (1867–1875)
- Friedrich Hofmann (1875–1893)
- Ludwig Bellermann (1893–1911)
- Ludwig Martens (1911–1922)
- Arnold Reimann (1922–1933)
- Immanuel Boehm (1933–1937)
- Hans Warneck (1937–spätestens 1945)

## Lehrer
- Johann Friedrich Behrendt (1700–1757), Konrektor (1743–?)
- Heinrich Bellermann (1832–1903), Musikwissenschaftler und Komponist
- August Boeckh (1785–1867), deutscher klassischer Philologe und Altertumsforscher
- Eduard Bonnell (1802–1877), Altphilologe
- Johann Crüger (1598–1662), Kantor und Komponist
- Johann Friedrich Ferdinand Delbrück (1772–1848), Philosoph und Rhetoriker
- Adolf Dorner (1840–1892), Turnlehrer
- Johann Gustav Droysen (1808–1884), Historiker
- Johann Georg Ebeling (1637–1676), Komponist
- Fritz Felgentreu (* 1968), Altphilologe
- Karl Heinrich Ludwig Giesebrecht (1782–1832), Schriftsteller
- Eduard Grell (1800–1886), Komponist, Organist, Chordirektor
- Ludwig Friedrich Heindorf (1774–1816), Altphilologe
- Paul Hildebrandt (1870–1948), Pädagoge
- Friedrich Ludwig Jahn (1778–1852), „Turnvater“
- Martin Klingenberg (unbekannt–um 1688), Kantor
- Gustav Köpke (1773–1837), Direktor 1830–1832, Philologe und Theologe
- Friedrich Wilhelm Ludwig Kränzlin (1847–1934), Botaniker
- Ernst Langelütje, Gesangslehrer 1898–1924
- Friedrich Madeweis (1648–1705), Konrektor
- Hans Georg Meyer[2] (1849–1913) Dichter, Sprachforscher und Pädagoge
- Johann Andreas Christian Michelsen (1749–1797), Mathematiker und Pädagoge
- Karl Philipp Moritz (1756–1793), Dichter
- Fooke Hoissen Müller (1798–1856), Mathematiker
- August Nauck (1822–1892), Philologe
- Wilhelm Pape (1807–1854), Altphilologe, Lexikograph
- Max Ruge (1853–1893), Gymnasiallehrer, Stadtschulinspektor und Mitglied des Deutschen Reichstags
- Ernst Samter[3] (1868–1926), Philologe und Religionshistoriker
- Michael Schirmer (1606–1673), Subrektor und Konrektor
- Friedrich Daniel Ernst Schleiermacher (1768–1834), Theologe
- Karl Schwering, Mathematiker, Gymnasialprofessor
- Georg Ludwig Spalding (1762–1811), Philologe
- Sebastian Gottfried Starcke (1668–1710), Konrektor von 1698 bis 1705
- Christian Gottfried Daniel Stein (1771–1830), Geograph und Lexikograph
- Paul Viereck (1865–1944), Philologe, Epigraphiker und Papyrologe
- Wilhelm Wilmanns (1842–1911), Germanist
- Johann August Zeune (1778–1853), Geograph, Germanist

## Schüler

### 1524–1945

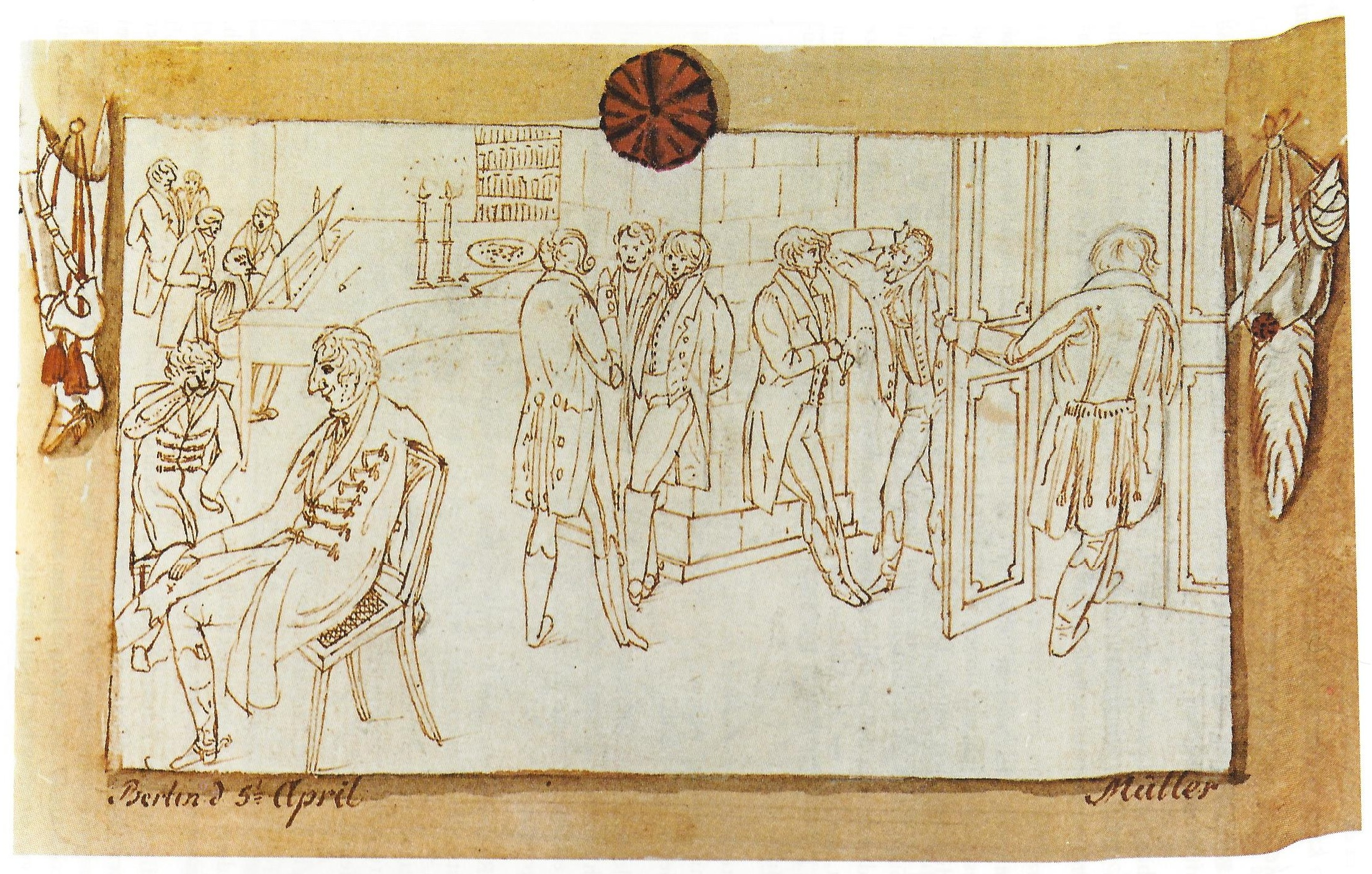
Abiturientenfeier 1810 von Schülern des Grauen Klosters im Hause des Ministers von Schroetter

- Johann Quistorp der Ältere (1584–1648), Theologe
- Johann Crüger (1598–1662), Kantor und Komponist
- Sigismund Streit (1687–1775), Kaufmann, Streitsche Stiftung
- Franz Caspar Schnitger (1693–1729), Orgelbauer
- Alexander Gottlieb Baumgarten (1714–1762), Philosoph und Begründer der wissenschaftlichen Ästhetik
- Gottlob Burchard Genzmer (1716–1771), Theologe, Pädagoge und Naturforscher
- Samuel Buchholtz (1717–1774), Theologe und Historiker
- Johann Gottlob Friedrich Zenker (1753–1826), preußischer Hofbeamter
- Christian Gottlieb Friedrich Stöwe (1756–1824), Superintendent und Astronom in Potsdam
- Wilhelm Jakob Wippel (1760–1834), Pädagoge und Bibliothekar
- Johann Stephan Gottfried Büsching (1761–1833), Jurist, Oberbürgermeister von Berlin
- Friedrich August von Staegemann (1763–1840), preußischer Staatsmann
- Johann Gottfried Schadow (1764–1850), Architekt
- Reinhold Graf von Krockow (1767–1821), Freikorpsführer
- Christian Friedrich Gottlieb Wilke (1769–1848), Organist, Komponist, Musikpädagoge und Schriftsteller
- Carl Friedrich Ernst Aschenborn (1770–1827), Geheimer Obertribunalrat
- Friedrich Ludwig Jahn (1778–1852), „Turnvater“
- Karl Friedrich Schinkel (1781–1841), Architekt
- Wilhelm von Pochhammer (1785–1856), preußischer Generalleutnant und Schriftsteller
- Alexander von der Marwitz (1787–1814), brandenburgischer Adeliger und Brieffreund von Rahel Varnhagen
- Karl Rümker (1788–1862), Astronom
- Ernst Wilhelm Bernhard Eiselen (1792–1846), Turn- und Fechtpädagoge, Mitstreiter von Turnvater Jahn
- Wilhelm Ribbeck (1793–1843), preußischer Offizier, Rendant und Schriftsteller
- Louis Henry Fontane (1796–1867), Apotheker, Vater von Theodor Fontane
- Eduard Gans (1797–1839), Jurist, Rechtsphilosoph und Historiker
- August Kavel (1798–1860), lutherischer Theologe und Mitbegründer der Evangelisch-Lutherischen Kirche Australiens
- Wilhelm Bernhard Mönnich (1799–1868), Pädagoge, Anhänger der Turnerbewegung
- Wilhelm Stier (1799–1856), Architekt
- Eduard Grell (1800–1886), Komponist, Organist, Direktor der Sing-Akademie zu Berlin
- Adolf Sydow (1800–1882), evangelischer Theologe
- Ludwig August von Buch (1801–1845), Diplomat und Gesandter
- Karl Heinrich August Steinhart (1801–1872), Philologe
- Heinrich Theodor Rötscher (1802–1871), Dramaturg, Lehrer, Kritike
- Otto Jacobi (1803–1855), Jurist, Dramatiker und Dichter
- Rudolf Ludwig Decker (1804–1877), Verleger und Inhaber der Königlichen Geheimen Oberhofbuchdruckerei
- Philipp Phoebus (1804–1880), Arzt und Pharmakologe
- Adolf Nicolai (1805–1872), Unternehmer und Kirchenlieddichter
- August Seebeck (1805–1849), Physiker
- Karl von Horn (1807–1889), Oberpräsident der Provinzen Posen und Ostpreußen
- Friedrich von Maltzahn (1807–1888), mecklenburgischer Gutsbesitzer und Abgeordneter
- Heimann Wolff Berend (1809–1873), Chirurg und Orthopäde
- Gustav Julius (1810–1851), Journalist, Revolutionär 1848/49
- Carl Mayet (1810–1868), Schachmeister
- Fedor Beelitz (1813–1847), Jurist, Landrat in Gleiwitz
- Julius Friedländer (1813–1884), Numismatiker und Direktor des Königlichen Münzkabinetts in Berlin
- Ernst Siegfried Köpke (1813–1883), Gymnasiallehrer und Akademiedirektor, Altphilologe
- Johann Georg Halske (1814–1890), Mechaniker und Unternehmer (Siemens & Halske)
- Otto von Bismarck (1815–1898), Reichskanzler
- Moritz Karl Henning von Blanckenburg (1815–1888), Abgeordneter
- Heinrich Ernst Beyrich (1815–1896), Geologe und Paläontologe
- Heinrich Otto Jacobi (1815–1864), klassischer Philologe und Gymnasiallehrer
- Philipp Jacob Johann Leo Klein (1815–1896), Mediziner
- Alfred von dem Knesebeck (1816–1883), Gutsbesitzer und Mitglied des Reichstags des Norddeutschen Bundes
- Julius Springer (1817–1877), Buchhändler und Verleger, Berliner Stadtverordneter
- Wilhelm Stieber (1818–1882), Geheimagent
- Gustav Ludwig August Fleischauer (1819–1891), Senatspräsident am Reichsgericht
- Hermann Wilhelm Ebel (1820–1875), Keltologe und Hochschullehrer
- Julius Beer (1822–1874), Mediziner
- Hermann Geiseler (1826–1874), Architekt, preußischer Baubeamter
- Julius Friedländer (1827–1882), Buchhändler und Antiquar
- Robert Zelle (1829–1901), Politiker, Oberbürgermeister von Berlin
- Moritz Kirstein (1830–1896), Mediziner
- August Zillmer (1831–1893), Mathematiker und Versicherungs-Manager
- Gustav Bellermann (1838–1918), Lehrer und Autor
- Ferdinand Bünger (1838–1924). Pädagoge und Schulrat
- Emil Rathenau (1838–1915), Ingenieur und Unternehmer
- Franz Hilgendorf (1839–1904), Zoologe
- Friedrich Zelle (1845–1927), Pädagoge und Musikhistoriker
- Paul Langerhans (1847–1888), Pathologe
- James Simon (1851–1932), Kaufmann, Berliner Mäzen
- Paul Schuppan (1852–1929), Architekt, Postbaurat und Geheimer Baurat
- Ernst Berner (1853–1905), Archivar und Historiker
- Emil Hallensleben (1867–1934), Jurist und preußischer Landtagsabgeordneter
- Paul Hirsch (1868–1940), preußischer Ministerpräsident
- Richard Siegmann (1872–1943), Direktor der Straßenbahn Rostock und Kommunalpolitiker
- Max Epstein (1874–1948), Jurist, Schriftsteller und Theaterleiter
- Bernhard Rudolph (1876–1960), Stadtverordnetenvorsteher in Lehe und Wesermünde, Mitglied des Hannoverschen Provinziallandtages
- Herman Nohl (1879–1960), Pädagoge und Philosoph
- Martin Salomonski (1881–1944), Berliner Rabbiner und Schriftsteller
- Johannes Nohl (1882–1963), Schriftsteller und Anarchist
- Eduard Spranger (1882–1963), Philosoph, Pädagoge, Psychologe
- Hermann Kastner (1886–1957), sächsischer Justizminister, stellvertretender Ministerpräsident der DDR
- Wilhelm Kube (1887–1943), Gauleiter im Nationalsozialismus
- Kurt Ball (1891–1976), jüdischer Jurist
- Hans Baumgarten (1900–1968), Journalist, Mitbegründer und Herausgeber der FAZ
- Hans Hellner (1900–1976), Chirurg, Hochschullehrer in Göttingen
- Carlheinz Neumann (1905–1983), Ruderer (Goldmedaille 1932)
- Hans Jakob Polotsky (1905–1991), Sprachwissenschaftler und Orientalist
- François Willi Wendt (1909–1970), Kunstmaler
- Eberhard von Minckwitz (1910–1995), Jurist und Mitglied des Abgeordnetenhauses von Berlin
- Siegbert Stehmann (1912–1945), evangelischer Pfarrer und Dichter
- Edward Ullendorff (1920–2011), Semitist und Äthiopist
- Nathan Peter Levinson (1921–2016), Rabbiner
- Hans Georg Dehmelt (1922–2017), Physiker (Nobelpreis 1989)
- Erwin Leiser (1923–1996), Publizist, Regisseur
- Volkmar Paeslack (1925–1998), Internist und Rehabilitationsmediziner in Heidelberg
- Hermann Prey (1929–1998), Bariton

### 1945–1984
- Renate Merkel-Melis (1937–2012), Historikerin und Hochschullehrerin
- Lothar de Maizière (* 1940), Musiker, letzter Ministerpräsident der DDR
- Monika Maron (* 1941), Schriftstellerin
- Manfred Bofinger (1941–2006), Karikaturist
- Tim Hoffmann (1943–2015), Schauspieler
- Jan-Carl Raspe (1944–1977), Terrorist
- Evelyn Schmidt (* 1949), Filmregisseurin
- Hermann Simon (* 1949), jüdischer Historiker
- Vera Lengsfeld (* 1952), DDR-Oppositionelle, Abgeordnete
- Markus Meckel (* 1952), vorletzter Außenminister der DDR und Präsident des Volksbundes Deutsche Kriegsgräberfürsorge
- Tanja Stern (* 1952), Schriftstellerin
- Knut Elstermann (* 1960), Autor,  Filmkritiker
- Stefan Sanderling (* 1964), Dirigent